# NGC 1807
NGC 1807 是一個位於獵戶座與金牛座交界處的一個星群。它位於NGC 1817附近。NGC 1807的视大小为 5.4'， 视星等为7.0。该天體于1832年1月25日由約翰·弗里德里希·威廉·赫歇爾发现。